# Вулиця Івана Виговського (Черкаси)
Вулиця Івана Виговського — вулиця в Черкасах.

## Розташування
Починається від вулиці Чигиринської і продовжується на південний захід, де закінчується поворотом на вулицю Гетьмана Сагайдачного.

## Опис
Вулиця неширока, по 1 смузі руху в кожний бік. Проходить по промисловій зоні.

## Походження назви
Вулиця створена 1961 року і була тоді частиною провулку Зелінського, який зараз існує як продовження через вулицю Чигиринську. Носила назву на честь Миколи Зелінського, вченого-хіміка.
22 грудня 2022 року перейменована на честь Гетьмана Війська Запорозького Івана Виговського.